# Claude Burdin

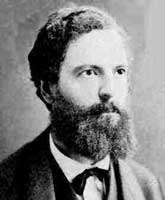
Claude Burdin (vor 1873)

Claude Burdin (* 19. März 1788 in Lépin-le-Lac, Savoyen; † 12. November 1873 in Clermont-Ferrand) war ein französischer Ingenieur und Professor an der École nationale supérieure des mines de Saint-Étienne in Saint-Étienne. Seit 1842 war er korrespondierendes Mitglied der Académie des sciences.
Burdin studierte an der École polytechnique (Promotion 1807) und an der École nationale supérieure des mines de Paris. Er entwickelte das Konzept und prägte den Begriff Turbine.